# Arisa
Rosalba Pippa, född 20 augusti 1982 i Genua, mer känd som Arisa, är en italiensk sångerska.

## Karriär
Arisa föddes i Genua men växte upp i Pignola, Potenza. Hennes artistnamn innehåller en bokstav för varje av hennes familjemedlemmar. A från hennes far Antonio, R från hennes eget namn Rosalba, I och S från hennes systrar Isabella och Sabrina, och A från hennes mor Assunta. År 1999 vann hon en sångtävling i Teggiano.
Hennes professionella musikkarriär drog igång år 2009 efter hennes deltagande i San Remo-festivalen. Där vann hon tävlingen för nya artister med låten "Sincerità" som kom att toppa den italienska singellistan. Förutom tävlingsvinsten tog hon även emot kritikerpriset och presspriset för nya artister. Hennes debutalbum med samma titel, Sincerità, gavs ut den 20 februari samma år. Albumet nådde femte plats på den italienska albumlistan och certifierades guld av FIMI för försäljning av fler än 35 000 exemplar. Hon vann priset för "årets upptäckt" vid både Wind Music Awards och Venice Music Awards. Den 19 februari 2010 gavs hennes andra studioalbum Malamorenò ut, två dagar efter att albumets första singel med samma titel, "Malamorenò", hade givits ut. I slutet av 2011 var hon en av domarna i säsong fem av den italienska versionen av The X Factor.
I februari 2012 återvände Arisa till San Remo-festivalen med låten "La notte". Låten kom på andra plats i tävlingen och blev hennes andra låt att toppa den italienska singellistan efter hennes första San Remo-bidrag "Sincerità". Precis som år 2009 tog hon även emot presspriset, fast denna gång i kategorin för kända artister. Med fler än 60 000 sålda exemplar blev "La notte" hennes mest sålda singel hittills i karriären. Den tillhörande musikvideon till låten hade i februari 2013 fler än 10,7 miljoner visningar på Youtube. Den 15 februari 2012 gav hon även ut sitt tredje studioalbum Amami. Detta följdes av en turné som resulterade i ett livealbum med titeln Amami Tour som gavs ut den 20 november 2012.

## Diskografi

### Studioalbum
- 2009 - Sincerità
- 2010 - Malamorenò
- 2012 - Amami
- 2014 - Se vedo te

### Livealbum
- 2012 - Amami Tour

### Singlar
- 2009 - "Sincerità"
- 2009 - "Io sono"
- 2009 - "Te lo volevo dire"
- 2010 - "Malamorenò"
- 2010 - "Pace"
- 2012 - "La notte"
- 2012 - "L'amore è un'altra cosa"
- 2012 - "Meraviglioso amore mio"
- 2014 - "Controvento"
- 2014 - "Quante parole che non dici"
- 2014 - "La cosa più importante"